# 胜古庄
39°58′13″N 116°25′00″E / 39.97035°N 116.416628°E
胜古庄社区是北京市朝阳区和平街街道的一个社区。位于北土城公园以南、安定路以东、樱花西街以西、北三环东路以北。面积0.46平方公里，有66座居民楼，居民1万人。